# Mitchell Ryan
Mitchell Ryan (Cincinnati, Ohio; 11 de enero de 1934-Los Ángeles, California; 4 de marzo de 2022) fue un actor estadounidense de cine, teatro y televisión.

## Biografía
Obtuvo reconocimiento principalmente por interpretar a Burke Devlin en la serie Dark Shadows, a Peter McAllister en Lethal Weapon y al señor Allan en Mentiroso, mentiroso. Su carrera inició a finales de la década de 1950 con un pequeño papel en la cinta Thunder Road y se extendió hasta la década de 2020.
Falleció a raíz de un fallo cardíaco en su hogar de Los Ángeles el 4 de marzo de 2022 a los ochenta y ocho años.

## Filmografía

### Cine y televisión
| - Thunder Road (1958) como Jed Moultrie - Monte Walsh (1970) como Shorty Austin - My Old Man's Place (1971) como Martin Flood - The Hunting Party (1971) como Doc Harrison - Chandler (1971) como Charles 'Chuck' Kincaid - The Honkers (1972) como Lowell - A Reflection of Fear (1972) como el inspector McKenna - High Plains Drifter (1973) como Dave Drake - The Friends of Eddie Coyle (1973) como Waters - Electra Glide in Blue (1973) como Harvey Poole - Magnum Force (1973) como Charlie McCoy - Midway (1976) como Aubrey Fitch - Two-Minute Warning (1976) como El Monje - Flesh & Blood (1979) como Jack Fallon - Death of a Centerfold: The Dorothy Stratten Story (1981) como Hugh Hefner - North and South (1985) como Tillet Main - Penalty Phase (1986) como Donald Faulkner - Lethal Weapon (1987) como Peter McCallister | - Star Trek: The Next Generation (1989) como Kyle Riker - Winter People (1989) como Drury Campbell - Fe en la justicia como Dave Davis - Aces: Iron Eagle III (1992) como Simms - The Opposite Sex and How to Live with Them (1993) como Kenneth Davenport - Hot Shots! Part Deux (1993) como Gray Edwards - Blue Sky (1994) como Ray Stevens - Speechless (1994) como Wannamaker - Judge Dredd (1995) como Vartis Hammond - Halloween: The Curse of Michael Myers (1995) como Terrence Wynn - Ed (1996) como Abe Woods - The Devil's Own (1997) como Jim Kelly - Mentiroso compulsivo (1997) como el Señor Allan - Grosse Pointe Blank (1997) como Bart Newberry - Making Contact (1999) como Hunter - Love for Rent (2005) como el doctor |